# Rivière aux Rats (vattendrag i Kanada, Québec, lat 47,62, long -72,37)
Rivière aux Rats är ett vattendrag i Kanada.   Det ligger i provinsen Québec, i den sydöstra delen av landet, 300 km nordost om huvudstaden Ottawa.
I omgivningarna runt Rivière aux Rats växer i huvudsak blandskog. Trakten runt Rivière aux Rats är nära nog obefolkad, med mindre än två invånare per kvadratkilometer.